# Przełęcz Ostra-Cichoń
Przełęcz Ostra-Cichoń (812 m), zwana też Przełęczą pod Ostrą – przełęcz w Beskidzie Wyspowym między Cichoniem a Ostrą. Prowadzi przez nią droga Limanowa – Kamienica. Jedna z najwyższych przejezdnych przełęczy Beskidu Wyspowego; od Starej Wsi droga wspina się przez las stromymi serpentynami (na najstromszym kilometrowym odcinku średnie nachylenie jest bliskie 8%). Różnica wysokości między centrum Limanowej a Przełęczą Ostrą wynosi około 400 metrów. Zbocza południowe to odsłonięte stoki pól uprawnych wsi Młyńczyska.
Z przełęczy w kierunku południowym rozległe widoki na Beskid Sądecki, Gorce, wzniesienia Beskidu Wyspowego i Tatry. Nieco poniżej przełęczy niewielki parking i wiata. Można tu zatrzymać się na biwak samochodem czy rowerem.

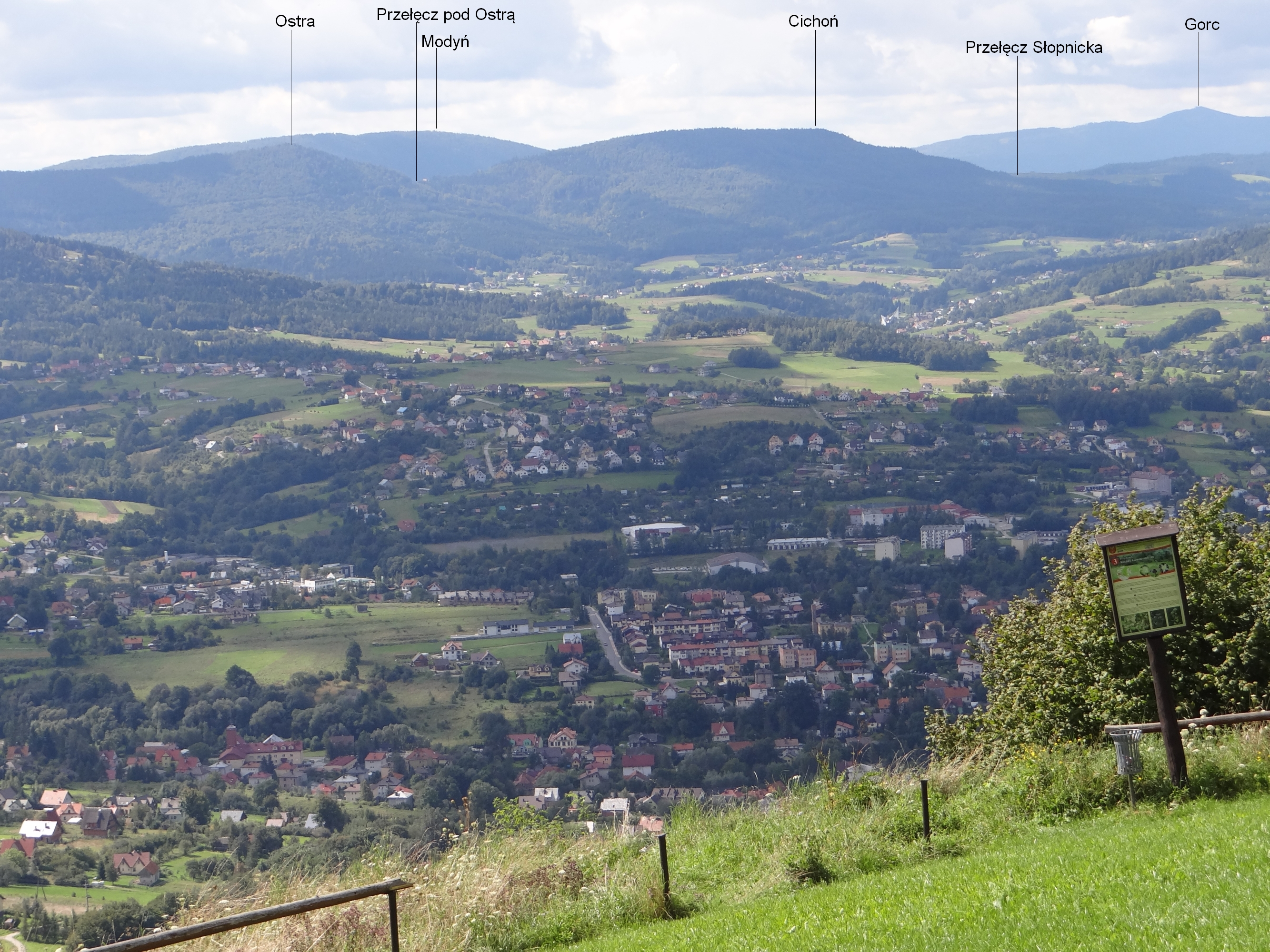
Widok z Miejskiej Góry w Limanowej
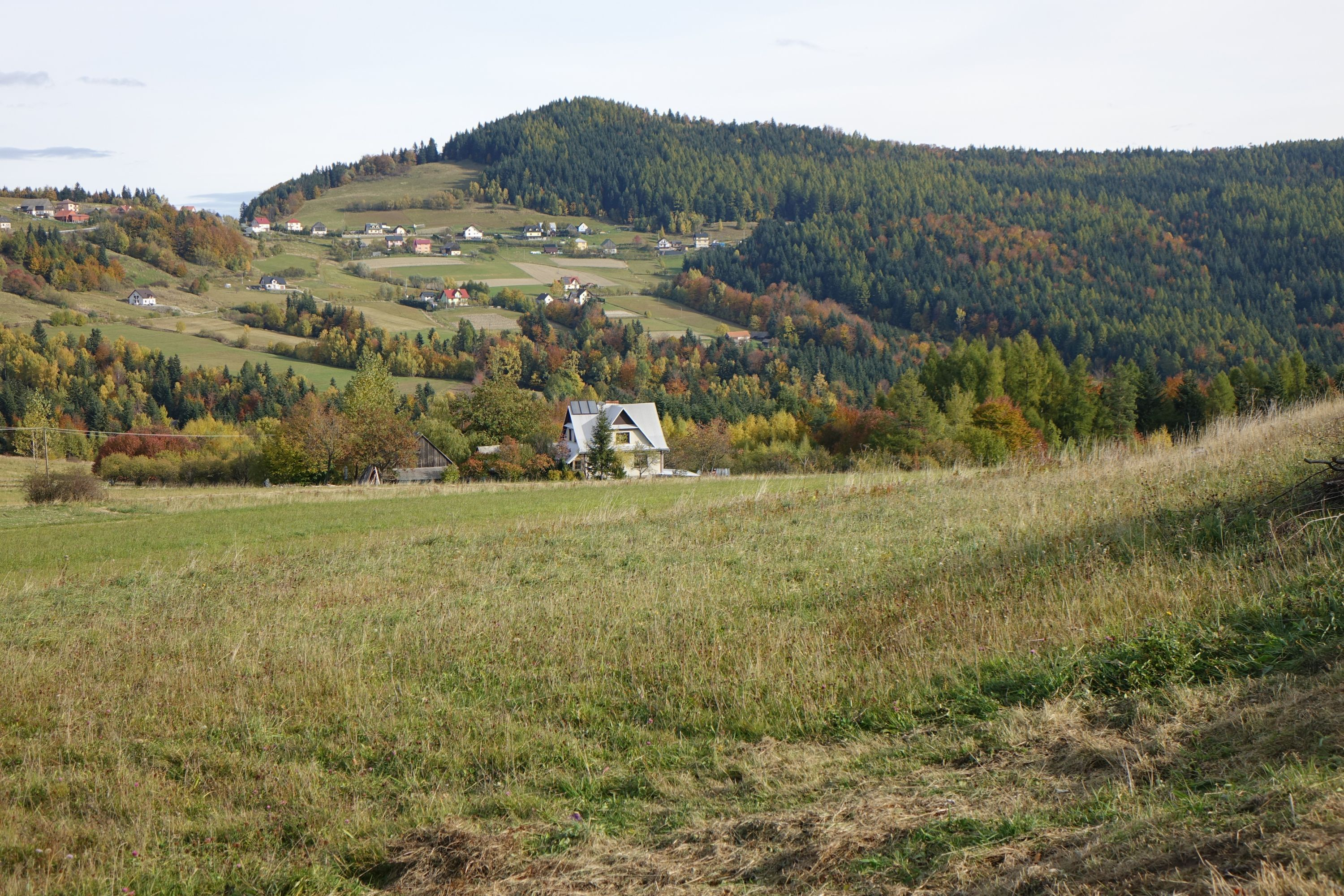
Widok z Modyni na Ostrą i przełęcz pod Ostrą (po lewej stronie)
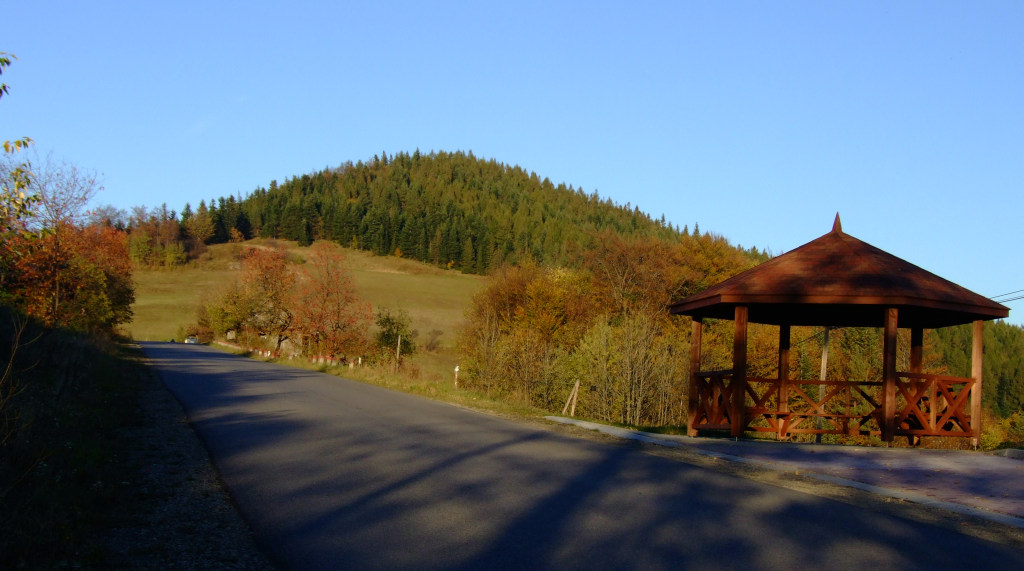
Przełęcz pod Ostrą i Ostra

## Szlaki turystyczne
pieszy: Łukowica – Ostra – przełęcz Ostra – Przełęcz Słopnicka – Mogielica – Dobra.
 rowerowy: niebieski z Limanowej przez Jabłoniec, Golców, przełęcz Ostrą,
 rowerowy: zielony z Limanowej przez Łukowicę, Skiełek, Okowaniec, Jeżową Wodę, Ostrą, przełęcz Ostrą, Cichoń, przełęcz Słopnicką i Mogielicę.